# Country Club, Kalifornien
Country Club är en ort (CDP) i San Joaquin County, i delstaten Kalifornien, USA. Enligt United States Census Bureau har orten en folkmängd på 9 379 invånare (2010) och en landarea på 4,7 km².